# 告子
告子（?—?），名不害，一说東周战国时思想家。一说是孟子的学生。一说因为告子本人无著作流传，他纯属杜撰。
曾受教于墨子，有口才，讲仁义；曾和孟子辯论人性问题，認為人性“無善、無不善”，因後天環境影響才有善人與惡人之別；主張“食、色，性也”。